# Ragnhild Mowinckel
Pour les articles homonymes, voir Mowinckel.
Ragnhild Mowinckel, née le 12 septembre 1992 à Molde, est une skieuse alpine norvégienne. Elle se révèle au plus haut niveau international lors de la saison 2017-2018, par sa polyvalence, en remportant deux médailles d'argent aux Jeux olympiques de Pyeongchang en descente et en slalom géant, puis en signant la première victoire de sa carrière en Coupe du monde  le 9 mars dans le slalom géant d'Ofterschwang.

## Carrière
Ragnhild Mowinckel a remporté trois titres aux Championnats du monde juniors, deux en combiné (2012 et 2013) et un en slalom géant (2012). En 2014, aux Jeux olympiques de Sotchi, elle a terminé sixième du super combiné.
En Coupe du monde, elle prend son premier départ en janvier 2012 au slalom de Zagreb. Elle obtient son premier top 10 en décembre 2013 dans un slalom géant (8e). La saison suivante, son meilleur résultat est une cinquième place acquise en slalom géant en décembre 2014 à Kühtai.
Elle remporte sa première victoire en Coupe du monde en 2018 à l'occasion du slalom géant d'Ofterschwang. Ses deux médailles d'argent olympiques en slalom géant et en descente aux Jeux de PyeongChang 2018 sont les premières pour le ski alpin féminin norvégien depuis Laila Schou-Nilsen en combiné à Garmisch en 1936.
Elle compte aussi quatre participations aux Mondiaux à partir de 2013 et remporte sa première médaille, en bronze, à l'arrivée du combiné alpin des championnats du monde 2019.
Victime d'une chute le 12 mars 2019 lors de l'entraînement de descente des finales de la Coupe du monde en Andorre, la Norvégienne se rompt le ligament croisé antérieur du genou droit.
Elle remporte la deuxième victoire de sa carrière et sa première en Super-G en gagnant celui des finales de Courchevel/Méribel le 17 mars 2022 avec 5/100e d'avance sur Mikaela Shiffrin.

## Palmarès

### Jeux olympiques d'hiver
| Épreuve / Édition | Sotchi 2014 | Pyeongchang 2018 |
| Descente          | 27e         | Argent           |
| Super G           | 19e         | 13e              |
| Slalom géant      | Abandon     | Argent           |
| Super combiné     | 6e          | 4e               |

### Championnats du monde
| Épreuve / Édition | Schaldming 2013 | Beaver Creek 2015 | Saint-Moritz 2017 | Åre 2019 | Courchevel-Méribel 2023 |
| Descente          | 27e             | 25e               | 20e               | 5e       |                         |
| Super G           | Abandon         | 20e               | 6e                | 6e       |                         |
| Slalom géant      | 21e             | 18e               | 18e               | 4e       | Bronze                  |
| Combiné alpin     | -               | -                 | -                 | Bronze   |                         |

### Coupe du monde
- Meilleur classement général : 4e en 2022.
- 14 podiums dont 4 victoires.

#### Différents classements en Coupe du monde
| Saison / Épreuve | Saison / Épreuve | Général | Général | Descente | Descente | Super G | Super G | Slalom géant | Slalom géant | Slalom | Slalom | Combiné | Combiné | City Event | City Event | Parallèle | Parallèle |
| ---------------- | ---------------- | ------- | ------- | -------- | -------- | ------- | ------- | ------------ | ------------ | ------ | ------ | ------- | ------- | ---------- | ---------- | --------- | --------- |
| Saison / Épreuve | Saison / Épreuve | Class.  | Points  | Class.   | Points   | Class.  | Points  | Class.       | Points       | Class. | Points | Class.  | Points  | Class.     | Points     | Class.    | Points    |
| 2012-2013        | 2012-2013        | 84e     | 32      | -        | -        | 37e     | 17      | -            | -            | -      | -      | 27e     | 15      | -          | -          | -         | -         |
| 2013-2014        | 2013-2014        | 48e     | 134     | 48e      | 7        | 21e     | 62      | 28e          | 45           | -      | -      | 13e     | 20      | -          | -          | -         | -         |
| 2014-2015        | 2014-2015        | 32e     | 214     | 32e      | 32       | 24e     | 62      | 11e          | 120          | -      | -      | -       | -       | -          | -          | -         | -         |
| 2015-2016        | 2015-2016        | 36e     | 269     | 31e      | 34       | 22e     | 82      | 24e          | 84           | -      | -      | -       | -       | -          | -          | 9e        | 69        |
| 2016-2017        | 2016-2017        | 20e     | 399     | 29e      | 56       | 20e     | 88      | 10e          | 188          | -      | -      | -       | -       | -          | -          | 9e        | 67        |
| 2017-2018        | 2017-2018        | 8e      | 849     | 8e       | 202      | 10e     | 236     | 4e           | 371          | -      | -      | -       | -       | -          | -          | 15e       | 40        |
| 2018-2019        | 2018-2019        | 7e      | 675     | 23e      | 85       | 5e      | 247     | 6e           | 277          | 38e    | 40     | -       | -       | -          | -          | 10e       | 26        |
| 2019-2020        | 2019-2020        | -       | -       | -        | -        | -       | -       | -            | -            | -      | -      | -       | -       | -          | -          | -         | -         |
| 2020-2021        | 2020-2021        | 29e     | 230     | 24e      | 58       | 16e     | 92      | 19e          | 80           | -      | -      | -       | -       | -          | -          | -         | -         |
| 2021-2022        | 2021-2022        | 4e      | 880     | 6e       | 274      | 4e      | 353     | 7e           | 253          | -      | -      | -       | -       | -          | -          | -         | -         |

#### Détail des victoires
| Saison / Épreuve | Slalom Géant | Super G            | Descente          | Total |
| 2017-2018        | Ofterschwang |                    |                   | 1     |
| 2021-2022        |              | Courchevel/Méribel |                   | 1     |
| 2022-2023        |              | Cortina d'Ampezzo  |                   | 1     |
| 2023-2024        |              |                    | Cortina d'Ampezzo | 1     |
| Total            | 1            | 2                  | 1                 | 4     |

### Championnats du monde junior
- Mondiaux 2012 à Roccaraso (Italie) :
  -  Médaille d'or en slalom géant.
  -  Médaille d'or en combiné.
  -  Médaille de bronze en super G.

- Mondiaux 2013 au Québec :
  -  Médaille d'or en combiné.
  -  Médaille d'argent en slalom géant.

### Divers
- 3 victoires en Coupe d'Europe (2 en super G et 1 en descente en 2013).
- Championne de Norvège dans de multiples disciplines :
  - Slalom géant : 2012, 2017 et 2018.
  - Slalom : 2012.
  - Combiné : 2013 et 2016.
  - Super G : 2016.
  - Descente : 2016.